# Vincent Gérard
Vincent Gérard (Woippy, 16 dicembre 1986) è un ex pallamanista francese.

## Palmarès

### Olimpiadi
- 1 medaglia:
  - 1 argento (Rio de Janeiro 2016)

### Mondiali
- 1 medaglia:
  - 1 oro (Francia 2017)

### Europei
- 2 medaglie:
  - 1 oro (Danimarca 2014)
  - 1 bronzo (Croazia 2018)